# تاكي (سول كاليبر)
تاكي (باليابانية: タキ) هي شخصية خيالية في سلسلة ألعاب القتال سول كاليبر. ظهر للمرة الأولى في لعبة سول إيدج سنة 1995. وهو صائد شياطين يابانية وأعظم مقاتلة في عشيرة النينجا «فو ما». تسافر حول العالم من أجل هدف تدمير سيف الشر المعروف باسم «سول إيدج». بجانب الظهور في ألعاب السلسلة ظهرت أيضا في لعبة نامكو × كابكوم. تتميز بقوتها في القتال القريب بخفة الحركة والركلات القوية.